# De utiliori
De utiliori ist eine päpstliche Bulle von Pius VII. Sie wurde am 27. Juni 1818 veröffentlicht und reorganisierte die Bistümer im Königreich beider Sizilien gemäß dem Konkordat zwischen dem Heiligen Stuhl und dem Königreich Bourbon-Sizilien.

## Geschichte
Am 16. Februar 1818 unterzeichneten Kardinalstaatssekretär Ercole Consalvi für den Heiligen Stuhl und Luigi de’ Medici von Ottajano, Staatssekretär und Minister der Finanzen für das Königreich beider Sizilien ein Konkordat in Terracina.
Die 35 Artikel des Konkordates enthielten unter anderem folgende Punkte:
- Die Katholische Religion ist Staatsreligion (Artikel 1);
- Die Diözesen di qua del Faro, auf dieser Seite des Faro, müssen angepasst werden. Die Diözesen di là del Faro (das heißt in Sizilien) bleiben unverändert. (Artikel 3);
- Jedes Bistum benötigt ein eigenes Domkapitel und ein Priesterseminar mit ausreichend wirtschaftlicher Ausstattung. (Artikel 5)
- Der Papst gewährt den Herrschern von Neapel ein Indult, welches diesem die Nominierung der Bischöfe und Erzbischöfe erlaubte. (Artikel 28);
- Bischöfe und Erzbischöfe müssen dem König einen Treueeid schwören. (Artikel 29).

Am 7. März 1818 veröffentlichte Papst Pius VII. mit dem Bullen In supremo das Konkordat. Am selben Tag verbriefte er Ferdinand I. und seinen rechtmäßigen Nachfolgern mit dem Breve Sinceritas fidei das Recht Erzbischöfe und Bischöfe frei zu benennen. Am 3. April 1818 schrieb der Papst an alle Bischöfe, Erzbischöfe und Kapitularvikare des Königreichs Sizilien den Brief Iam inde ab anno in dem er diesen die Änderung bei der Neuumschreibung und deren Gründe mitteilte. Vor allem sollten Bistümer, die ein zu geringes Einkommen haben, aufgelöst werden. Diese Gründe wurden bereits im Konkordat genannt.
In den nächsten drei Monaten fanden in Rom und Neapel die endgültige Einigung über die kirchlichen Umschreibungen der Bistümer im Königreich statt. Am 27. Juni 1818 veröffentlichte Pius VII. die Bulle De utiliori, die die Änderungen wirksam machten.

## Die Situation vor der Bulle De utiliori
Vor 1818 hatte das Königreich beider Sizilien auf der Italienischen Halbinsel folgende Bistümer:
- 22 Erzbistümer, hiervon 19 Metropolitanbistümern und 3 Suffraganerzbistümer (Nazareth, Lanciano und Rossano); Acerenza und Matera, zwei der Metropolitanbistümer, waren bereits seit einigen Jahrhundert aeque principaliter miteinander verbunden. Das Erzbistum Nazareth mit Sitz in Barletta war mit den Bistümern Canne und Monteverde vereint.
- 125 Diözesen:
  - 29 Bistümer gehörten keiner Kirchenprovinz an und waren direkt dem Heiligen Stuhl unterstellt. Acht dieser Bistümer, Rapolla und Melfi, Aquino und Pontecorvo, Penne und Atri sowie Valva und Sulmona, waren seit längeren aeque principaliter miteinander verbunden.
  - 94 Bistümer waren Suffragane einer der oben genannten Metropolitanbistümern. Im Durchschnitt also 5 Suffraganbistümer pro Metropolitanbistum. 14 dieser Bistümer waren bereits länger aeque principaliter verbunden. Sant’Angelo dei Lombardi mit Bisaccia, Satriano mit Campagna, Avellino mit Frigento, Cerenzia mit Cariati, Vulturara mit Montecorvino, Ravello mit Scala, Giovinazzo mit Terlizzi. Außerdem war das Bistum Kotor in Dalmatien Suffragane des Erzbistum Bari.
  - Das Bistum Canne und das Bistum Monteverde waren mit dem Erzbistum Nazareth vereinigt.

Die Gesamtzahl der Teilkirchen betrug 147. Hiervon waren 23 aeque principaliter vereinigt. Einige Bistümer waren aber bereits seit einigen Jahren ohne Bischof.
Die Metropolitanbistümer Benevento, Salerno, Bari und Reggio Calabria hatten zusammen 45 Suffraganbistümer. Einige der Bistümer hatte nur noch einige tausend Einwohner. Ein Extremfall war das Bistum Lavello, welches aus nur einer Pfarrei, einer Kathedrale und einer einzigen Stadt bestand. Cappelletti meinte über den Bischof, dass man diesen aufgrund seiner kleinen Gemeinde eher einen Pfarrer nennen könnte.

## Die neue kirchliche Grenzziehung
Der Bulle De utiliori nahm folgende Änderungen vor:
- Die 21 Erzbischofssitze und die Union aus Acerenza und Matera blieb bestehen.
- Das Erzbistum Nazareth und 41 weitere Bistümer wurden aufgehoben: Alessano, Alife, Belcastro, Bitetto, Caiazzo, Campli, Canne, Capri, Carinola, Castro di Puglia, Cerenzia, Cittaducale, Fondi, Frigento, Giovinazzo, Guardialfiera, Isola, Lavello, Lettere, Martirano, Massa Lubrense, Minervino, Minori, Montecorvino, Montemarano, Monteverde, Mottola, Nocera de’ Pagani, Ortona, Ostuni, Polignano, Ravello, Satriano, Scala, Strongoli, Terlizzi, Trevico, Umbriatico, Venafro, Vico Equense und Vulturara
- 17 Bistümer wurden aeque principaliter vereinigt und 10 weitere Bistümer hatten diesen Status bereits zuvor. In Summe waren also danach 27 Bistümer aeque principaliter vereinigt.
- 4 Bistümer wurden einem anderen angliedert: Acerno, Bisceglie, Campagna und Vieste.

Nach den Änderung gab es also:
- 21 Erzbistümer in 15 Kirchenprovinzen (Acerenza und Matera wurden vereinigt). Somit waren 6 Suffraganerzbistümer (Amalfi, Brindisi, Cosenza, Chieti, Lanciano und Rossano).
- 84 Suffraganbistümer:
  - 58 Bistümer. Hiervon wurden 12 aeque principaliter vereinigt und 4 Bistümer anderen angegliedert.
  - 26 Bistümer waren direkt dem Heiligen Stuhl unterstellt. Hiervon 15 aeque principaliter vereinigt.

Somit gab es noch 105 Teilkirchen, einschließlich Kotor.

## Die Kirchenprovinzen.
Die Übersicht der Kirchenprovinz in der in der Bulle De utiliori angegebenen Reihenfolge.
| Nummer                                | Bistum                                     | Anmerkung |
| ------------------------------------- | ------------------------------------------ | --- |
| 1                                     | Erzbistum Napoli                           | |
| 2                                     | Bistum Acerra e Sant’Agata dei Goti        | Sie wurden mit der Bulle Aeque principaliter vereinigt. |
| 3                                     | Bistum Ischia                              | |
| 4                                     | Bistum Nola                                | |
| 5                                     | Bistum Pozzuoli                            | |
| 6                                     | Erzbistum Sorrento                         | Ihm wurden die Gebiete der aufgelösten Bistümer Massa Lubrense, Vico Equense und Capri zugeordnet. |
| 7                                     | Bistum Castellammare                       | Ihm wurden das Gebiet des aufgelösten Bistum Lettere zugeordnet. |
| 8                                     | Erzbistum Capua                            | |
| 9                                     | Bistum Isernia                             | Ihm wurden das Gebiet des aufgelösten Bistum Venafro zugeordnet. |
| 10–11                                 | Bistum Calvi e Teano                       | Sie wurden mit der Bulle Aeque principaliter vereinigt. |
| 12                                    | Bistum Sessa                               | Ihm wurden das Gebiet des aufgelösten Bistum Carinola zugeordnet. |
| 13                                    | Bistum Caserta                             | Ihm wurden das Gebiet des aufgelösten Bistum Caiazzo zugeordnet. |
| 14                                    | Erzbistum Salerno                          | |
| 15                                    | Bistum Acerno                              | Ihm wurde das Bistum Salerno angegliedert. |
| 16                                    | Bistum Capaccio                            | |
| 17                                    | Bistum Policastro                          | |
| 18                                    | Bistum Marsico Nuovo e Potenza             | Sie wurden mit der Bulle Aeque principaliter vereinigt. |
| 19                                    | Bistum Nusco                               | Ihm wurden das Gebiet des aufgelösten Bistum Montemarano zugeordnet. |
| 20                                    | Erzbistum Amalfi                           | Ihm wurden die Gebiete der aufgelösten Bistümer Minori, Scala und Ravello zugeordnet. Hatte danach keine Suffragane mehr. |
| 21–22                                 | Erzbistum Acerenza e Matera                | Sie waren bereits zuvor aeque principaliter vereinigt. Erzbistum Matera wurde mit der Bulle fälschlicherweise aufgelöst. Dies wurde aber durch zwei Bullen vom 18. März 1819 sowie 9. November 1822 wieder rückgängig gemacht. |
| 23                                    | Bistum Anglona-Tursi                       | |
| 24                                    | Bistum Potenza e Marsico Nuovo             | Sie wurden mit der Bulle aeque principaliter vereinigt. |
| 25                                    | Bistum Tricarico                           | |
| 26                                    | Bistum Venosa                              | Ihm wurden das Gebiet des aufgelösten Bistum Lavello zugeordnet. |
| 27                                    | Erzbistum Conza                            | |
| 28                                    | Bistum Campagna                            | Ihm wurden das Gebiet des aufgelösten Bistum Satriano zugeordnet. Ihm wurde das Bistum Conza zugeordnet. |
| 29–30                                 | Bistum Sant’Angelo dei Lombardi e Bisaccia | Sie waren bereits zuvor aeque principaliter vereinigt. Dem Sant’Angelo dei Lombardi wurde das Gebiet des aufgelösten Bistum Monteverde zugeordnet.                                                                             |
| 31                                    | Bistum Lacedonia                           | Ihm wurden das Gebiet des aufgelösten Bistum Trevico zugeordnet. |
| 32                                    | Bistum Muro Lucano                         | |
| 33                                    | Erzbistum Benevento                        | |
| 34                                    | Bistum Avellino                            | Ihm wurden das Gebiet des aufgelösten Bistum Frigento zugeordnet. |
| 35                                    | Bistum Ariano                              | |
| 36                                    | Bistum Bovino                              | |
| 37                                    | Bistum Lucera                              | Ihm wurden die Gebiete der aufgelösten Bistümer Vulturara und Montecorvino zugeordnet. |
| 38                                    | Bistum San Severo                          | |
| 39                                    | Bistum Cerreto                             | Ihm wurden das Gebiet des aufgelösten Bistum Alife zugeordnet. Am 14. Dezember 1820 wurde das Bistum Alife wiedererrichtet und aeque principaliter mit dem Bistum Cerreto verbunden.                                           |
| 40                                    | Bistum Boiano                              | |
| 41                                    | Bistum Termoli                             | Ihm wurden das Gebiet des aufgelösten Bistum Guardialfiera zugeordnet. |
| 42                                    | Bistum Larino                              | |
| 43                                    | Bistum Sant’Agata de’ Goti e Acerra        | Sie wurden mit der Bulle Aeque principaliter vereinigt. |
| 44                                    | Bistum Ascoli Satriano                     | |
| 45                                    | Erzbistum Siponto                          | |
| 46                                    | Bistum Vieste                              | Ihm wurde das Bistum Siponto angegliedert. |
| 47                                    | Erzbistum Bari                             | Ihm wurden das Gebiet des aufgelösten Bistum Bitetto zugeordnet. |
| 48–49                                 | Bistum Bitonto e Ruvo                      | Sie wurden mit der Bulle Aeque principaliter vereinigt. |
| 50                                    | Bistum Conversano                          | |
| 51                                    | Bistum Kotor                               | |
| 52                                    | Erzbistum Trani                            | Ihm wurden die Gebiete der aufgelösten Bistümer Nazareth und Canne zugeordnet. |
| 53                                    | Bistum Bisceglie                           | Ihm wurde das Bistum Trani zugeordnet. |
| 54                                    | Bistum Andria                              | Ihm wurden das Gebiet des aufgelösten Bistum Minervino zugeordnet. |
| 55                                    | Erzbistum Taranto                          | |
| 56                                    | Bistum Castellaneta                        | Ihm wurden das Gebiet des aufgelösten Bistum Mottola zugeordnet. |
| 57                                    | Bistum Oria                                | |
| 58                                    | Erzbistum Brindisi                         | Ihm wurden das Gebiet des aufgelösten Bistum Ostuni zugeordnet. Hatte danach keine Suffragane mehr. |
| 59                                    | Erzbistum Otranto                          | Ihm wurden das Gebiet des aufgelösten Bistum Castro di Puglia zugeordnet. |
| 60                                    | Bistum Lecce                               | |
| 61                                    | Bistum Ugento                              | Ihm wurden das Gebiet des aufgelösten Bistum Alessano zugeordnet. |
| 62                                    | Bistum Gallipoli                           | |
| 63                                    | Erzbistum Cosenza                          | Hatte danach keine Suffragane mehr. |
| 64                                    | Erzbistum Rossano                          | Bereits ohne Suffragane. |
| 65                                    | Erzbistum Lanciano                         | Ihm wurden das Gebiet des aufgelösten Bistum Ortona zugeordnet. Bereits ohne Suffragane. |
| 66                                    | Erzbistum Chieti                           | Hatte danach keine Suffragane mehr. |
| 67                                    | Erzbistum Santa Severina                   | Ihm wurden das Gebiet des aufgelösten Bistum Belcastro zugeordnet. |
| 68                                    | Bistum Cariati                             | Ihm wurden die Gebiete der aufgelösten Bistümer Cerenzia, Strongoli und Umbriatico zugeordnet. |
| 69                                    | Erzbistum Reggio Calabria                  | |
| 70                                    | Bistum Gerace                              | |
| 71                                    | Bistum Bova                                | |
| 72                                    | Bistum Oppido                              | |
| 73                                    | Bistum Catanzaro                           | |
| 74                                    | Bistum Crotone                             | Ihm wurden das Gebiet des aufgelösten Bistum Isola zugeordnet. |
| 75–76                                 | Bistum Nicotera e Tropea                   | Sie wurden mit der Bulle Aeque principaliter vereinigt. |
| 77                                    | Bistum Squillace                           | |
| 78                                    | Bistum Nicastro                            | Ihm wurden das Gebiet des aufgelösten Bistum Martirano zugeordnet. |
| 79                                    | Bistum Cassano                             | |
| Direkt dem Heiligen Stuhl unterstellt |                                            | |
| 80                                    | Bistum Aversa                              | |
| 81                                    | Bistum Gaeta                               | Ihm wurden das Gebiet des aufgelösten Bistum Fondi zugeordnet. |
| 82–84                                 | Bistum Sora, Aquino e Pontecorvo           | Aquino und Pontecorvo Sie waren bereits zuvor aeque principaliter vereinigt. Nun wurde das Bistum Sora hinzugefügt. |
| 85–86                                 | Bistum Cava e Sarno                        | Sie wurden mit der Bulle Aeque principaliter vereinigt. Dem Bistum Cava wurden Gebiete des Bistums Nocera de’ Pagani zugeordnet.                                                                                               |
| 87                                    | Bistum Teramo                              | Ihm wurden das Gebiet des aufgelösten Bistum Campli zugeordnet. |
| 88                                    | Bistum L’Aquila                            | Ihm wurden das Gebiet des aufgelösten Bistum Cittaducale zugeordnet. |
| 89                                    | Bistum Marsi                               | |
| 90–91                                 | Bistum Penne e Atri                        | Sie waren bereits zuvor aeque principaliter vereinigt. |
| 92                                    | Bistum Trivento                            | |
| 93                                    | Bistum Troia                               | |
| 94–95                                 | Bistum Valva e Sulmona                     | Sie waren bereits zuvor aeque principaliter vereinigt. |
| 96–97                                 | Bistum Melfi e Rapolla                     | Sie waren bereits zuvor aeque principaliter vereinigt. |
| 98                                    | Bistum Molfetta                            | Ihm wurden die Gebiete der aufgelösten Bistümer Giovinazzo und Terlizzi zugeordnet. |
| 99                                    | Bistum Monopoli                            | Ihm wurden das Gebiet des aufgelösten Bistum Polignano zugeordnet. |
| 100–101                               | Bistum Montepeloso e Gravina               | Sie wurden mit der Bulle Aeque principaliter vereinigt. |
| 102                                   | Bistum Nardò                               | |
| 103                                   | Bistum Mileto                              | |
| 104–105                               | Bistum Bisignano e San Marco Argentano     | Sie wurden mit der Bulle Aeque principaliter vereinigt. |

## Territorialprälaturen
Der Bulle De utiliori löste alle Territorialprälaturen auf. Das heißt, die Teilkirchen, welche keinem Bischof, sondern einen Abt, Prior oder Prälaten unterstellt waren, wurden aufgelöst. Hiervon waren fünf Körperschaften ausgenommen:
- Territorialabtei Montecassino
- Territorialabtei Cava de’ Tirreni
- Territorialabtei Montevergine
- Prälatur Altamura
- Priorat San Nicola di Bari.